# Wieland Meinhold

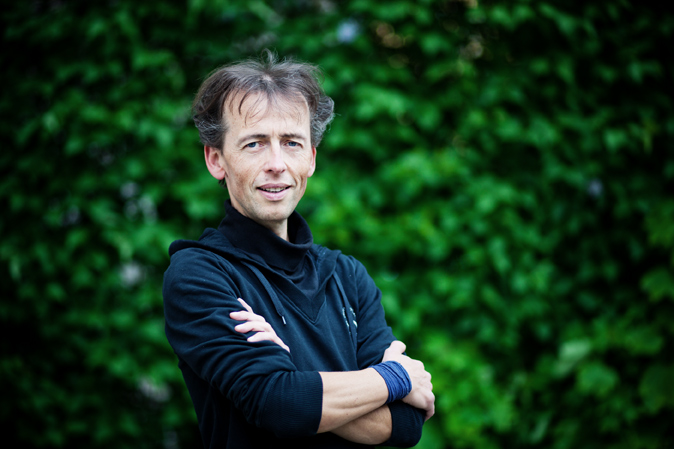
Wieland Meinhold, 2013

Wieland Meinhold (* 22. Januar 1961 in Halle (Saale)) ist ein deutscher Organist und Komponist.

## Leben und Wirken
Seine musikalische Ausbildung und Studien erhielt Wieland Meinhold in Jena, Weimar, Berlin und Budapest.
(Kurse bei Lionel Rogg, Ewald Kooiman, Gaston Litaize). Zwischen 1985 und 1989 nahm er eine Aspirantur und einen Lehrauftrag an der Hochschule für Musik Weimar wahr. Von 1983 bis 2001 war er Stadtorganist an der Marienkirche in Mühlhausen, leitete dort den Internationalen Konzertreigen. Von 1998 an erfüllt er zeitweilige Gastprofessuren im Ausland. 1999 erfolgte die Promotion zum Dr. phil. Im Dezember 2002 wurde ihm von der Erfurter Universität die Ehrenbezeichnung "Universitätsorganist" per Urkunde verliehen. 
Konzerttourneen und Auftritte als Organist und Cembalist führten ihn in 41 Staaten der Erde.
Bisher entstanden 18 CD-Produktionen. Arbeit für Radio-, Film- und Fernseh-Stationen verschiedener Länder, Eigenkompositionen für Orgel, Engagement für Neue Musik und wiederholte Uraufführungen runden sein Tätigkeitsfeld ab. Seit 2010 konzentriert er sich darüber hinaus aktiv auf die Gebiete Turnen und Luftartistik.
Sein Vater ist der Jenaer Universitätsprofessor und Schriftsteller Gottfried Meinhold. 
Wieland Meinhold ist mit der Sopranistin Mirjam Meinhold (Opernensemble Deutsches Nationaltheater Weimar) verheiratet. Zusammen bilden sie das Duo Vimaris. 

## Diskografie (Auswahl)
- Thüringische Orgelromantik (Werke von Franz Liszt) Artifex 0503 / Sauer-Orgel der Marienkirche Mühlhausen
- Die Schloßkapelle Saalfeld/Saale (Werke von Bach, Kirnberger, Franck und Mendelssohn Bartholdy) Artifex 0502/ s. o.
- Glocken, Improvisationen, Transkriptionen (Werke von Sibelius, Meinhold, Elgar) Artifex 0504/ s. o.
- Weimarer Orgelmusik (Werke von Bach und Töpfer) Motette-Verlag Düsseldorf 11851/ Orgel der Stadtkirche Bad Berka
- Weißenfelser Orgelkonzert (Werke von Händel, Bach, Krieger und Hoyer) Motette 11951 / Voigt-Orgel der Schloßkirche Weißenfels
- Mühlhäuser Orgelwerke (Werke von Ahle, Bach, Beutler, Meinhold und Steinhäuser) Motette 12351/ Sauer-Orgel der Marienkirche Mühlhausen[1]
- Die Orgel der Augustinerkirche Gotha im Duo mit Mirjam Meinhold, Sopran (Werke von Bach, Messiaen, Langlais und Guilmant) Motette 12601/ Schmid-Orgel
- Die historische Wagner-Orgel der Marienkirche in Treuenbrietzen (Werke von J. S. Bach) Motette 12811
- Erfurt & Europa I (Werke des Barock) Motette 13111/Compenius-Orgel der Michaeliskirche Erfurt[1]
- Erfurt & Europa II (Werke des Barock und der Vorklassik) Motette 13291/Compenius-Orgel der Michaeliskirche Erfurt[1]
- Gubener Kirchenmusik I (Werke von Boyce, D. Purcell, Bach, R. und C. Schumann, Fauré und Dubois) mit Walter Klingner, Oboe/Englischhorn (SongVision-Coolmusic/ Wuppertal 1995)
- Orgelmusik in der Marienkirche zu Grimmen (Werke von Buxtehude, Bach, Lachner und Lindberg) zusammen mit Wilfried Koball, Orgel
- Allt under himmelens fäste (Orgelmusik von Norwegen bis Italien) Leuner-Records/ Jehmlich-Orgel der Stadtkirche Hohenstein-Ernstthal

## Kompositionen
- Burleske (für Flöte solo/ 1978) Uraufführung Schloss Belvedere bei Weimar
- 4 orgel-FARBEN-Wege (Ebenen: grau auf Feuchtem/ Anstieg: weiß mit Kanten/ Kurven: gelb im Splitter/ Gleiten: ultramarin über Velour) (für Orgel solo/ 1991) Uraufführung Marienkirche Mühlhausen/Thüringen
- Hommage á Sebastiaen – Drei Metamorphosen über die Schlußtakte des Kyrie aus der Bach'schen Orgelmesse BWV 671 für Orgel solo (1999) UA Peterskirche Görlitz
- Zwei MecklenburgSequenzen – I Strelitziade, II Pourrerika (für Orgel solo/ 2003) Uraufführung Schlosskirche Schwerin
- (D)erfurter Schleimspuren (für Orgel solo/ 2009) Uraufführung Stiftskirche Kaiserslautern

## Veröffentlichungen
- Wieland Meinhold: Das Wirken Carl Steinhäusers in Mühlhausen – ein Exempel für das Berufsbild Thüringischer Lehrerkantoren im 19. Jahrhundert. (Dissertation) Druck & Verlag Mühlhäuser Druckhaus C. Schröter Mühlhausen 2000